# Оболенский-Белый, Иван Фёдорович Телица
Иван Фёдорович Оболенский-Белый по прозванию Телица — князь, голова, воевода и наместник в правление Ивана IV Васильевича и Фёдора Ивановича.
Старший из 6 сыновей Ф.В. Оболенского-Белого.

## Биография
Осадный голова в Юрьеве (Дерпте) (1579), переведён в Раковор 1-м осадным головою (1579), Воевода в Режице (1582). На случай шведского нападения, велено быть "по вестем под людьми" в Новгороде Великом в Большом полку 2-м воеводой (1584). В Новгороде у воеводы Д. Ногтева 1-й голова (июнь 1585). Наместник в Вороноче (1588). Голова во Ржеве в Заволочье (1589), оттуда направлен в Гдов. Прислан наместником в Изборск, вместо А. Татьянина (1594). Голова в Себеже (1598).